# Chicago Musical College
Il Chicago Musical College (CMC) è una divisione del Chicago College of Performing Arts presso la Roosevelt University di Chicago, Illinois, Stati Uniti. L'istituzione ha resistito ininterrottamente per centocinquantasette anni.
L'impresario teatrale Florenz Ziegfeld fondò il college nel 1867 con il nome di Chicago Academy of Music. L'accademia era considerata il quarto conservatorio d'America. Nel 1871, il conservatorio si trasferì in un nuovo edificio che fu distrutto solo poche settimane dopo l'Incendio di Chicago; tuttavia il college alla fine dello stesso anno era di nuovo operativo.
Nel 1917, il CMC offrì un Master in Musica e sette anni dopo la scuola divenne membro fondatore della National Association of Schools of Music.
Nel 1900 Rudolph Ganz entrò a far parte della facoltà del CMC e rimase legato alla scuola fino al 1972, data della sua morte.

## Studenti distinti nella facoltà

### Alumni

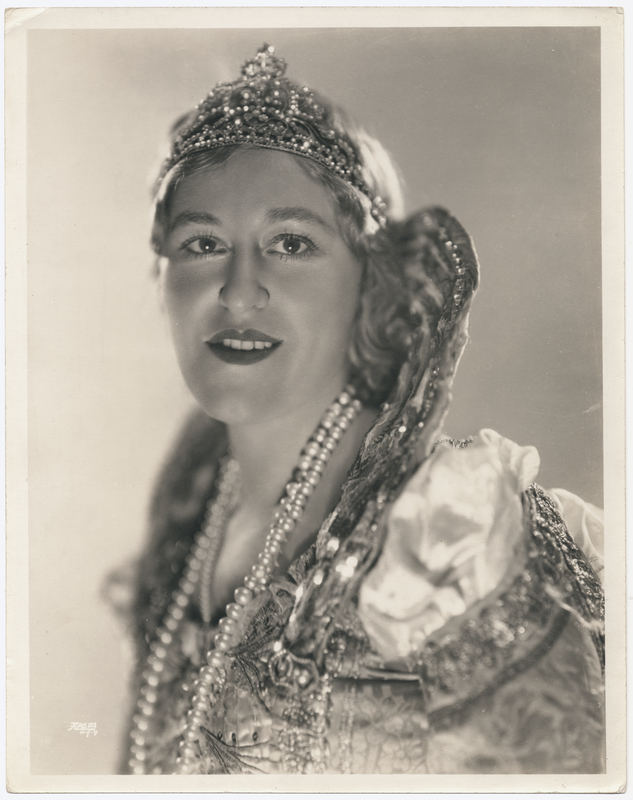
Grace Angelau, c. 1930

- Grace Angelau (1899–1958), cantante d'opera
- Clarice Assad (1978), compositrice, pianista
- Emmy Brady Rogers (1897–1985), compositrice, pianista, critica usicale
- Storm Bull (1913–2007), compositore
- Steve Coleman (born 1956), jazz sassophonista jazz, compositore
- Florence Cole Talbert (1890–1961), cantante d'opera , insegnante di musica
- Theodore C. Diers (1880–1942), Wyoming state representative and senator
- Irene Dunne (1898–1990), film actress

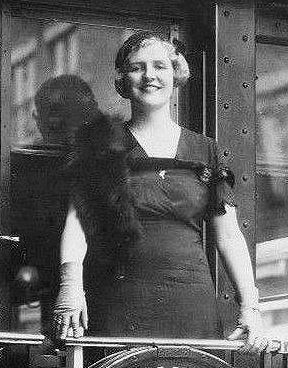
Harriet Lee, 1931

- Walter Dyett (1901–1969), violinist, music educator
- Henry Eichheim (1870–1942), composer, conductor, violinist, organologist, and ethnomusicologist
- Vivian Fine (1913–2000), composer
- Floyd Graham (1902–1974), violinist, music-school educator
- Amy Allison Grant (born 1880), singer, lecturer, elocutionist
- Frances Wilson Grayson (1890–1927), aviatrice
- Vernice "Bunky" Green (born 1935),  sassofonista jazz, insegnante
- Johnny Hartman (1923–1983), cantante
- Thaddeus Kozuch (1913–1991),  pianista e compositore

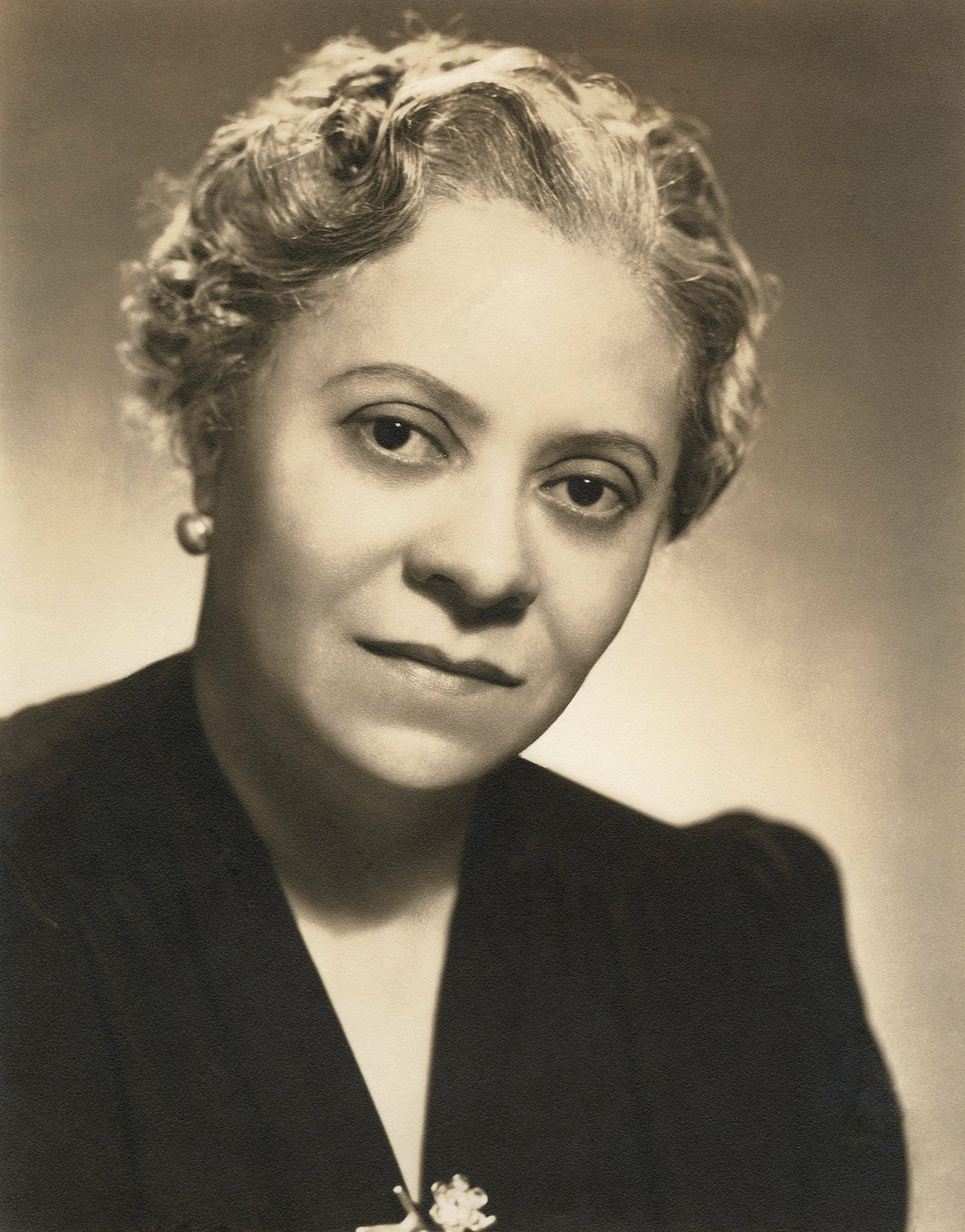
Florence Price

- Willis Laurence James (1900–1966), violinista
- Harriet Lee , cantante della radio (anni 1920-1930)
- Ramsey Lewis (1935–2022), pianista jazz, compositore
- Lloyd Loar (1886–1943), mandolinista, violinista, cantante, compositore, liutista
- Christine McIntyre (1911–1984), attrice e soprano
- Robert McFerrin (1921–2006),  baritono
- Filip Mitrovic (nato 1979), compositore
- Ernestine Myers (1900–1991), ballerino, insegnante di danza
- Prudence Neff (1887–1949), pianista e insegnante di  musica
- Marie Pavey, attrice[1]

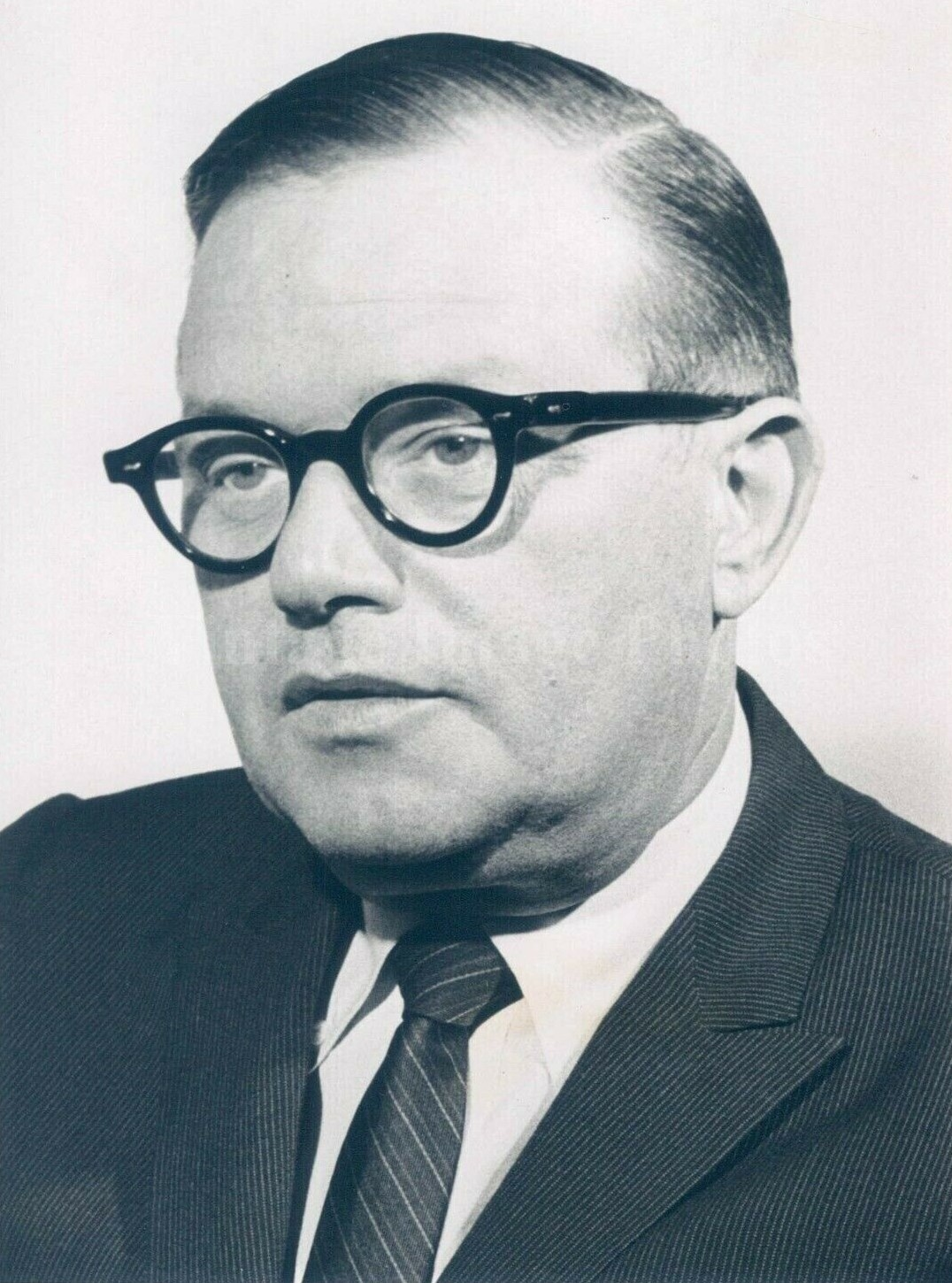
Jule Styne, 1961

- Florence Price (1887–1953), compositrice
- Julia Rebeil (1891–1973), pianista, professoressa all'University of Arizona
- William Revelli (1902–1994), direttore, educatore
- La Julia Rhea (1898–1992), cantante d'opera
- Silvestre Revueltas (1899–1940), violinista e compositore
- Jim Schwall (nato 1942), cantante blues e compositore
- Corky Siegel (nato 1943), musicista blues, cantante e compositore
- Tracy Silverman, violinista, compositore
- Frank Skinner (1897–1968), arrangiatore
- Eddie South (1904–1962), violinista jazz
- Eileen Southern (1920–2002), musicologo
- Louise Cooper Spindle (1885–1968), compositore
- Jule Styne (1905–1994), compositore di canzoni
- Aube Tzerko (1909–1995), pianista del Chicago Musical College
- Jingjing Wang, pianista
- Walter Wenzel, violinista
- Allan Arthur Willman (1909–1989), pianista classico, compositore